# Nvidia Shield

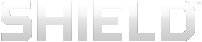
Logo

Nvidia Shield bezeichnet digitale Entertainmentgeräte der Firma Nvidia. Diese umfasst drei Hauptprodukte: Nvidia Shield TV, Nvidia Shield Tablet und Nvidia Shield Portable.

## Entwicklung
Nvidia brachte im Sommer 2013 ihre erste tragbare Spielekonsole, den Shield Portable heraus. Mit einem anfänglichen Kaufpreis von 299 $ (ca. 265 €) wurde die Konsole für Highend-Gamer angeboten. Die Konsole erlaubte es dem Spieler, PC- und Android-Spiele zu spielen und auf HDTV-Geräte zu streamen. Laut Aussagen von CEO Jen-Hsun Huang waren die Verkäufe „bescheiden“, was vermutlich am Preis lag, der oberhalb ähnlicher Gaming-Geräte und nur unwesentlich unter der Xbox angesiedelt war.
Das nächste Gerät, das Nvidia Shield Tablet, erschien ein Jahr später. Dieses Tablet zeichnete sich durch verschiedene Merkmale aus, die es von anderen Tablets unterschied. Wie auf der tragbaren Konsole konnte der Spieler auch hier Spiele zwischen heimischen Geräten streamen. Es ließ sich an kompatible Fernseher anschließen und sorgte so für ein stärker integriertes, umfassenderes Erlebnis. Ein wichtiger Aspekt war dabei, dass es zusammen mit Nvidias Cloud-basiertem Gaming-Dienst GeForce Now auf den Markt kam. Das Tablet diente gleichzeitig verschiedenen Zwecken, für die bisher mehrere Geräte erforderlich waren. Nun brauchte man nur noch ein einziges Gerät für
- Android-Spiele
- lokal vorhandene PC-Spiele,
- in der Cloud abgelegte PC-Spiele,
- einen Modus für Konsolen-Gaming und
- Twitch Game Casting[2]

Bislang letztes Shield-Produkt ist die Set-Top-Box Nvidia Shield TV. Sie wurde auf der Game Developers Conference 2015 in San Francisco enthüllt und war nach dem Google Nexus Player und dem Razer Forge TV das dritte Gerät mit Android TV, das die Verbraucher erwerben konnten.
Die Shield-TV-Box hob sich von der Konkurrenz wie Roku 3 und Chromecast nicht nur im Design ab, sondern auch dadurch, dass sie die erste Set-Top-Box mit Android TV war, die 4K Ultra HD HDR unterstützte. Aufgrund ihres Tegra-X1-Prozessors wurde sie zudem das leistungsstärkste Gerät ihrer Art.

## Nvidia Shield Portable
| Komponente                           | Daten |
| ------------------------------------ | --- |
| Prozessor                            | Quad-Core Nvidia Tegra 4 mit 2 GB RAM |
| Anzeigegerät                         | 5-Zoll-Multitouch-Bildschirm, Auflösung 1280 × 720 (HD) |
| Audiomerkmale                        | Bassreflex-Stereolautsprecher an der Frontseite mit abgestimmter Öffnung, mit integriertem Mikrofon |
| Datenspeicher                        | 16 GB |
| Farbe der auswählbaren Schutzschicht | Silber |
| Kabellose Konnektivität              | 2 × 2 MIMO-WLAN 2,4 GHz und 5 GHz nach 802.11n Bluetooth 4.0 LE GPS |
| Kabelgebundene Konnektivität         | Mini-HDMI-Ausgang; Micro-USB 2.0 Steckplatz für microSD-Speicherkarten 3,5-mm-Buchse für Stereokopfhörer mit Mikrofonunterstützung                                                                          |
| Bewegungssensoren                    | 3-Achsen-Lagesensor 3-Achsen-Beschleunigungssensor |
| Gaming-Merkmale                      | Kompatibel mit dem Shield-Controller Nvidia GameStream Game-Streaming-Dienst Nvidia Grid Konsolenmodus Gamepad-Mapper                                                                                       |
| Videomerkmale                        | 4K Ultra-HD |
| Software-Updates                     | Upgrades der Shield-Software direkt über Nvidia |
| Eingabesteuerung                     | Zwei analoge Joysticks Steuerkreuz (D-Pad) Analogtrigger links/rechts Bumper links/rechts A/B/X/Y-Tasten; Lautstärkeregler Android™-Tasten Home und Zurück Starttaste Multifunktionale Nvidia-Ein/Aus-Taste |
| Akku                                 | 28,8 Wattstunden |
| Gewicht UND Abmessungen              | Gewicht: 579 g; Höhe: 57 mm Breite: 158 mm; Tiefe: 135 mm |
| Betriebssystem                       | Android 5.1 |
| Mitgelieferte Apps                   | Google Play, Nvidia Shield Hub |
| Optionales Zubehör                   | Shield-Tragetasche Shield-Controller Shield-Fernbedienung (Remote) Auswählbare Shield-Schutzschicht Shield-Netzteil                                                                                         |

## Nvidia Shield TV
| Komponente              | Daten |
| ----------------------- | --- |
| Prozessor               | Nvidia Tegra X1 inkl. Grafikprozessor mit 256 Recheneinheiten und 3 GB RAM |
| Videomerkmale           | 4K Ultra-HD 4K-Wiedergabe bei 60 fps (VP9, H.264, H.265), 4K-Wiedergabe bei 30 fps (H.264, H.265) Unterstützte Formate: MPEG-2, MPEG-4, Xvid, DivX, WMV9, ASF, AVI, MKV, MOV, M2TS, MPEG-TS, H.263, H.264, H.265, VC-1, VP8, VP9 |
| Audiomerkmale           | 7.1- und 5.1-Surround-Sound-Passthrough über HDMI Hochauflösende Audiowiedergabe bis zu 24-Bit / 192 kHz über HDMI und USB Hochauflösendes Audio-Upsampling auf 24-Bit/192 kHz über USB Unterstützte Formate: AAC, AAC+, eAAC+, MP3, WAVE, AMR, OGG Vorbis, FLAC, PCM, WMA, WMA Pro, WMA Lossless, DD+/DTS (Passthrough), DTS-HD MA (Passthrough), Dolby TrueHD (Passthrough) |
| Datenspeicher           | 16 GB bzw. 500 GB, durch microSD-Karte oder USB-Laufwerk erweiterbar |
| kabellose Konnektivität | 2 × 2 MIMO-WLAN 2,4 GHz und 5 GHz nach 802.11ac Bluetooth 4.1/BLE |
| Schnittstellen          | Gigabit-Ethernet HDMI 2.0 mit HDCP 2.2 Zwei USB 3.0 (Typ A) Micro-USB 2.0 microSD-Steckplatz Infrarotempfänger (kompatibel mit Logitech Harmony) |
| Gewicht und Abmessungen | Gewicht: 654 g; Höhe: 25 mm Breite: 210 mm; Tiefe: 130 mm |
| Betriebssystem          | Android 9.0 mit Android TV und Google Cast |
| Software-Updates        | Upgrades der SHIELD-Software direkt über NVIDIA |
| Leistung                | 40-W-Netzteil (typische Leistungsaufnahme: 5–10 W) |
| Gaming-Merkmale         | Game-Streaming-Dienst Nvidia GeForce NOW Nvidia Share; Nvidia GameStream |
| mitgelieferte Apps      | Netflix, Google Play Store, YouTube, Google Play Movies & TV, Google Play Music, Photos & Videos, Plex |

## Nvidia Shield Tablet K1
| Komponente              | Daten |
| ----------------------- | --- |
| Prozessor               | Nvidia Tegra K1 mit 192 Recheneinheiten 2,2-GHz-CPU ARM Cortex-A15 mit 2 GB RAM                                          |
| Anzeigegerät            | 8-Zoll-Multitouch-Bildschirm mit einer Auflösung von 1920 × 1200 (Full HD)                                               |
| Videomerkmale           | 4K Ultra-HD |
| Audiomerkmale           | Stereo-Frontlautsprecher mit integriertem Mikrofon                                                                       |
| Datenspeicher           | 16 GB |
| kabellose Konnektivität | 2 × 2 MIMO-WLAN 2,4 GHz und 5 GHz nach 802.11n Bluetooth 4.0 LE GPS/GLONASS                                              |
| Schnittstellen          | Mini-HDMI-Ausgang mit HDCP 1.4, Micro-USB 2.0, microSD-Steckplatz 3,5-mm-Stereokopfhörerbuchse mit Mikrofonunterstützung |
| Bewegungssensoren       | 3-Achsen-Lagesensor, 3-Achsen-Beschleunigungssensor, 3-Achsen-Kompass                                                    |
| Gaming-Merkmale         | Kompatibel mit dem Shield-Controller Cloud-Gaming-Dienst GeForce Now Konsolenmodus Nvidia ShadowPlay                     |
| Kameras                 | Vorne: 5 MP mit HDR; hinten: 5 MP mit HDR und Autofokus                                                                  |
| Gewicht und Abmessungen | Gewicht: 390 bzw. 356 g (K1); Höhe: 221 mm Breite: 126 mm; Tiefe: 9,2 mm                                                 |
| Software-Updates        | Upgrades der Shield-Software direkt über Nvidia                                                                          |
| Akku                    | 19,75 Wattstunden |
| Betriebssystem          | Android 7.0 |
| mitgelieferte Apps      | Google Play, Nvidia Shield Hub, Fallout Shelter, Nvidia Dabbler, Squid, Twitch                                           |